# Artéria carótida externa
Na espécie humana a artéria carótida externa é um dos ramos da bifurcação da artéria carótida comum que se inicia na altura da 4ª vértebra cervical. Nessa parte média do pescoço a artéria carótida externa é mais medial e profunda, enquanto que a artéria carótida interna é mais lateral e superficial.

## Descrição
A artéria carótida externa segue trajeto ascendente após a bifurcação da artéria carótida comum e saem dela em média oito ramos arteriais menores que vão irrigar a face e estruturas do pescoço, que em geral são: artéria tireoidiana superior (que vai irrigar a glândula tireoide), a artéria lingual (que irriga um importante órgão da mastigação, que é a língua), a artéria facial (que vai irrigar as regiões superficiais da face), a artéria faringéia ascendente (que liga a faringe), a artéria occipital (que irriga a região posterior da nuca), a artéria auricular posterior, a artéria maxilar (que se origina acima da lingual) e a artéria temporal superficial (que irriga a região temporal). A artéria carótida interna não emite ramos até entrar no crânio, onde seus ramos irrigam o encéfalo, sobretudo as estruturas anteriores do cérebro.

## Anatomia
O coração é um órgão vital, muscular, oco, pulsátil, composto por quatro cavidades: 2 átrios (direito e esquerdo) e dois ventrículos (direito e  esquerdo). Do ventrículo esquerdo, parte a artéria aorta, a de maior calibre do corpo humano. A artéria aorta logo em seu início emite duas artérias menores: as artérias coranianas. Dirige-se para cima dentro do mediastino torácico e após esse trecho ascendente próximo da altura da clavícula na parte esquerda, curva-se, formando um arco. Desse arco parte um tronco, o tronco braquiocefálico. Esse tronco se "bifurca", dando os ramos: subclávia direita e a carótida comum direita.
A artéria carótida comum sobe pelo pescoço e na margem superior da cartilagem tireóidea ela se bifurca em artéria carótida externa e interna. Nessa altura, há o seio carótido e o glomo (glomus) ou corpo carótico. As funções desses respectivamente são: regular a pressão do sangue no interior dessa artéria e possui receptores químicos que vão "perceber" os níveis de CO2 no sangue, mas também pode regular a pressão sanguínea.

## Ramificações
Após a bifurcação em carótida interna e externa, sai o 1º ramo da carótida externa : a artéria tireóidea superior. Essa, tem seu trecho descendente, entrando na glândula tireóidea. Mas, antes de entrar nessa glândula, emite um ramo, o ramo laríngeo superior. Este vai nutrir os músculos da laringe. Ao, entrar, vai se anastomosar com a contra-lateral e com a tireóidea inferior, oriunda do tronco tireocervical.
O 2º ramo emitido, é a artéria lingual. Esse se divide, mais ou menos, na altura do corno maior do osso hióideo. Antes de se tornar profunda ao músculo hioglosso, emite um ramo superficial: o ramo hióideo. Atrás do músculo, corre para língua, onde emitirá vários ramos: as artérias dorsair(geralmente em número de três), a profunda da língua e a sublingual. Essas artérias são responsáveis pela vascularização da língua.
O 3º ramo emitido é a constritores da faringe, anastomosando-se com a faríngea ascendente. Após emitir esses ramos, continua seu trajeto cervical. Antes de passar pela incisura antigoniana da mandíbula, emite um ramo: o ramo submentual. Continua seu trajeto pela face. Esse trajeto é mais tortuoso, devido a movimentação dos músculos da mímica. Ao passar sobre essa incisura, sai emitindo vários ramos, começando pelo labial inferior, labial superior, dorsais do nariz, e angular. Esse último ramo, é responsável pela comunicação da duas carótidas, pois este vai se anastomosar com a artéria oftálmica, ramo da carótida interna. 
Há o ramo faríngeo ascendente, o qual é o ramo medial da carótida externa. Esse sobe externamente a parede dos músculos constritores da faringe, contornando na borda superior, e anastomosando-se com a artéria palatina ascendente.
O ramo occipital é um ramo posterior, e passa no sulco para artéria accipital no processo mastóideo.
O ramo auricular posterior é um ramo posterior e passa atrás do meato acústico externo.
É a artéria maxilar. Alguns livros, a consideram como sendo ramo terminal sozinha da artéria carótida externa pois é a que possuem maior calibre. Já outros livros a consideram junto com a artéria temporal superficial ramos terminais. Outros consideram junto com a artéria temporal superficial. 
Então, essa artéria é emitida em nível do côndilo mandibular. Didaticamente, é dividida em 4 partes: esta é chamada de artéria incisiva, nutrindo os dentes anteriores. A parte que sai por esse forame, é chamada de artéria mentual. Esta se anastomosa com a submentual, com a contra-lateral e artérias ao redor.
A parte muscular compreende a emissão de ramos para os músculos da mastigação (pterigóideo lateral, pterigóideo medial, temporal e masseter) e o bucinador. As artérias geralmente possuem os nomes dos músculos, com exceção da artéria bucal, que nutre o músculo bucinador.
A parte maxilar corresponde a emissão dos seguintes ramos: infra-orbital, alveolar póstero-superior e palatina descendente. A infra-orbital entra pela fissura orbital inferior caindo no sulco infra-orbital, siando pelo forame infra-orbital. Antes de sair, emite pequenos ramos que vão nutrir os dentes anteriores superiores: médio superior e ântero-superior. A palatina descendente desce pelo canal pterigóideo, saindo nos forames palatinos maiores e menores. A que sai no palatino maior nutre o palato duro, e as que sai no palatino menor, vai nutrir no palato mole. A palatina maior, vai se anastomosar com a artéria nasopalatina, também ramo da maxilar, que será descrita aqui num momento mais oportuno.  
A artéria alveolar póstero-superior entra pelos forames póstero-superiores localizados na tuberosidade da maxila, nutrindo os dentes posteriores.
A parte pterigopalatina é quando a artéria entra na fossa pterigopalatina. Entra na cavidade nasal, através do forame esfenopalatino, emitindo ramos que irão nutrir as conchas nasais e a parede do septo. Quando esta entra no canal nasopalatino, transforma-se em artéria nasopalatina, a qual irá se anastomosar com a artéria palatina maior. Assim, nutre todo o palato.
O último ramo a ser emitido pela artéria carótida externa, na altura do côndilo mandibular, é a artéria temporal superficial. Essa passa entre o tragus e o côndilo. Antes de passar pelo arco zigomático, emiti o ramo transversa da face, que também irá nutrir o masseter. Após passar o arco zigomático, emiti o ramo temporal média profunda. Lá em cima, emite ramos frontais e parietais.
Há o ramo faríngeo ascendente, o qual é o ramo medial da carótida externa. Esse sobe externamente a parede dos músculos constritores da faringe, contornando na borda superior, e anastomosando-se com a artéria palatina ascendente.
O ramo occipital é um ramo posterior, e passa no sulco para artéria accipital no processo mastóideo.
O ramo auricular posterior é um ramo posterior e passa atrás do meato acústico externo.